# Idaea corrigata
Idaea corrigata là một loài bướm đêm trong họ Geometridae.